# Aquila Basket Trento
Der Aquila Basket Trento ist ein italienischer Basketballverein aus Trient, der in der Serie A spielt. Seit 2015 trägt der Club den Sponsorennamen Dolomiti Energia Trento.

## Geschichte
Der Verein wurde 1995 aus dem Zusammenschluss der beiden Vereine Dolomiti Sport B.C. Trento und Pallacanestro Villazzano gegründet, die beide in der Amateurklasse Serie D spielten.
Innerhalb von 12 Jahren gelang der Aufstieg von der Amateurklasse in die Profiklasse Legadue. In der ersten Profisaison 2012/13 gewann man den Pokalwettbewerb der Legadue. In der zweiten Spielsaison 2013/14 erreichte man den ersten Platz in der regulären Spielzeit und stieg nach dem Gewinn der Play-offs in die Serie A auf.
In der ersten Saison in der Serie A 2014/15 erreichte Trient den 4. Platz nach der regulären Spielzeit und schied in den Play-offs im Viertelfinale gegen den späteren Meister Sassari aus, qualifizierte sich aber für den Eurocup 2015/16. Zudem wurde der Fair-Play Preis der Serie A, die Coppa Disciplina gewonnen und Trainer Maurizio Buscaglia als bester Trainer sowie Toni Mitchell als MVP der Serie A ausgezeichnet.
In der zweiten Saison 2015/16 wurden nach dem 8. Platz in der regulären Spielzeit wieder die Play-offs erreicht, man schied aber in den Play-offs wieder im Viertelfinale gegen den späteren Meister Mailand aus. Im Eurocup zog man bis ins Halbfinale ein, scheiterte aber an Straßburg sowohl im Hinspiel in Trient als auch im Rückspiel in Straßburg knapp. Auch in der zweiten Saison erreichte Trient den ersten Platz in der Fair-Play Wertung der Serie A.
In der dritten Spielzeit in der Serie A 2016/17 qualifizierte man sich erneut nach dem Erreichen des 4. Platzes in der regulären Spielzeit für die Play-offs. Im Viertelfinale schaltete man Sassari mit drei Siegen in Folge aus. Im Halbfinale gewann man gegen Mailand im Best of Seven Modus 4 zu 1. Im Finale gegen Venedig unterlag man schließlich in sechs Spielen 2 zu 4 und erreichte am Ende den 2. Platz in der italienischen Meisterschaft, damit qualifizierte man sich für den EuroCup 2017/18.
In der Saison 2017/18 erreichte man zum zweiten Mal hintereinander das Play-off-Finale, das man in sechs Spielen 2:4 gegen Olimpia Milano verlor. 

## Aktueller Kader
| Nr. | Nat.               | Name              | Position | Geburt     | Größe  | Info |
| --- | ------------------ | ----------------- | -------- | ---------- | ------ | ---- |
| 10  | /                  | Andrés Forray     | Guard    | 20.03.1986 | 187 cm | C    |
| 21  | /                  | Selom Mawugbe     | Center   | 20.07.1998 | 207 cm |      |
| 26  | Kamerun            | Jordan Bayehe     | Center   | 16.10.1999 | 204 cm |      |
| 68  | Italien            | Patrick Hassan    | Guard    | 20.01.2007 | 185 cm |      |
|     | Vereinigte Staaten | DeVante' Jones    | Guard    | 09.04.1998 | 186 cm |      |
|     | Vereinigte Staaten | DJ Steward        | Guard    | 02.10.2001 | 188 cm |      |
|     | Italien            | Theo Airhienbuwa  | Guard    | 22.03.2006 | 201 cm |      |
|     | Vereinigte Staaten | Peyton Aldridge   | Forward  | 10.11.1995 | 203 cm |      |
|     | Nordmazedonien     | Andrej Jakimovski | Guard    | 18.03.2001 | 200 cm |      |
|     | Litauen            | Matas Jogėla      | Forward  | 10.07.1998 | 198 cm |      |

| Nat.    | Name                | Position   |
| ------- | ------------------- | ---------- |
| Italien | Massimo Cancellieri | Head Coach |

| Abk. | Bedeutung                       |
| ---- | ------------------------------- |
| Nr.  | Trikotnummer                    |
| Nat. | Nationalität                    |
| C    | Mannschaftskapitän              |
| S    | Suspension                      |
|      | Verletzungsbedingte Inaktivität |

## Platzierungen
Trient spielt seit der Saison 2014/15 in der Serie A. Dabei wurden folgende Platzierungen erreicht:
| Saison          | Hauptrunde           | Playoffs          | Pokal         | Intern. Wettb.             |
| --------------- | -------------------- | ----------------- | ------------- | -------------------------- |
| Serie A 2014/15 | 4.                   | Viertelfinale     | Viertelfinale | -                          |
| Serie A 2015/16 | 8.                   | Viertelfinale     | Halbfinale    | Halbfinale Eurocup         |
| Serie A 2016/17 | 4.                   | Vizemeister       | -             | -                          |
| Serie A 2017/18 | 5.                   | Vizemeister       | -             | Top 16 Eurocup             |
| Serie A 2018/19 | 6.                   | Viertelfinale     | -             | Erste Gruppenphase Eurocup |
| Serie A 2019/20 | 9. bei Saisonabbruch | nicht ausgetragen | -             | Top 16 Eurocup             |
| Serie A 2020/21 | 8.                   | Viertelfinale     | -             | Top 16 Eurocup             |
| Serie A 2021/22 | 13.                  | -                 | -             | Gruppenphase Eurocup       |
| Serie A 2022/23 | 6.                   | Viertelfinale     | Viertelfinale | Gruppenphase Eurocup       |
| Serie A 2023/24 | 7.                   | Viertelfinale     | Viertelfinale | Gruppenphase Eurocup       |
| Serie A 2024/25 | 4.                   | Viertelfinale     | Pokalsieger   | Gruppenphase Eurocup       |

## Halle
Der Club trägt seine Heimspiele in der 4000 Plätze bietende „Il T quotidiano Arena“ aus.

## Namensgeschichte
In der Vereinsgeschichte gab es drei Namenswechsel aufgrund von wechselnden Hauptsponsoren:
- Sosi (bis 2008)
- Bitumcalor (2008–2015)
- Dolomiti Energia Trentino (seit 2015)[1]

## Erfolge
- Italienischer Pokalsieger: 2025
- Vizemeister: 2017, 2018
- Italienischer Meister der Amateure: 2012, 2014

## Bekannte (ehemalige) Spieler
- / Shavon Shields (2017/18)
- Alessandro Gentile (2019/20)